# João Ferreira Duarte

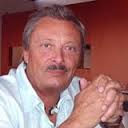
João Ferreira Duarte

João Ferreira Duarte (nascido em 1947 em Lisboa, Portugal) é Professor Catedrático (aposentado) de Literatura Inglesa e Comparada na Faculdade de Letras da Universidade de Lisboa (FLUL). É ainda investigador associado do Centro de Estudos Comparatistas da mesma Universidade.

## Biografia
João Ferreira Duarte licenciou-se em Filologia Germânica na Faculdade de Letras da Universidade de Lisboa (FLUL) em 1971 onde, nesse mesmo ano, iniciou a sua carreira académica como professor assistente. Em 1986 terminou o Doutoramento em Literatura Inglesa, tendo-se focado em W. H. Auden. Ao longo da sua carreira académica lecionou em áreas diversas como Teoria Literária, Literatura Inglesa, Literatura Comparada, Literatura Pós-colonial Africana e Estudos de Tradução. João Ferreira Duarte foi membro fundador da Associação Portuguesa de Estudos Anglo-americanos (APEAA), criada em 1979, e do Centro de Estudos Comparatistas, criado em 1998. Entre 1991 e 2010, foi diretor dos programas de Mestrado e Doutoramento em Estudos Comparatistas (inicialmente sob o nome de Literatura Comparada) oferecidos pela FLUL. Entre 2002 e 2007, foi Presidente da Associação Portuguesa de Literatura Comparada.

## João Ferreira Duarte e os Estudos de Tradução em Portugal
João Ferreira Duarte assumiu desde cedo um papel decisivo na institucionalização dos Estudos de Tradução na academia portuguesa. Em 1989, em resultado do desenvolvimento dos Estudos Comparatistas em Portugal, João Ferreira Duarte organizou o primeiro módulo interdepartamental em Estudos de Tradução na Universidade de Lisboa como parte do recentemente criado programa de Mestrado em Estudos Comparatistas. Em 2001, criou a TradBase, uma base de dados online que reúne todas as publicações em Estudos de Tradução publicadas em Portugal e/ou por académicos portugueses. O objetivo principal desta bibliografia online é a promoção do diálogo entre académicos cujo trabalho se foca em tradução. Nas palavras do próprio João Ferreira Duarte: "I wanted to contribute to the construction of a kind of 'scientific community', that is, to help to foster among those who were working on translation a sense of taking part in a collective project which was both national and international” [Queria contribuir para a construção de uma espécie de "comunidade cientifica", isto é, queria ajudar a promover um sentido de pertença a um projeto coletivo simultaneamente nacional e internacional entre aqueles que trabalhavam em tradução]. Em 2004, a Universidade de Lisboa acolheu o quarto congresso EST (European Society for Translation Studies) sob orientação e incentivo de João Ferreira Duarte, entre outros académicos.

## Legado académico e crítico
João Ferreira Duarte conceptualizou o fenómeno de não-tradução enquanto zona de silêncio (em relação a transferências quer textuais quer culturais e, particularmente, em resultado de censura institucionalizada ou embargo ideológico), tendo problematizado o discurso binário que tem historicamente promovido a reflexão sobre tradução. João Ferreira Duarte propôs ainda o conceito de tradução carnavalisada, um tipo particular de tradução em que, de forma semelhante à paródia, se desconstrói o estatuto sagrado do original. Mais recentemente, o seu interesse tem recaído sobre o uso metafórico do conceito de tradução em diversas áreas disciplinares e o conceito de tradução cultural. Relativamente a este último e partilhando a visão de Gideon Toury da tradução como fenómeno culturalmente imerso, João Ferreira Duarte entende a "intradutibilidade" como não-tradução e, consequentemente, como uma forma de tradução em si mesma. O seu livro A Cultura entre tradução e etnografia (2008) é um testemunho do encontro entre a Etnografia, os Estudos Culturais e os Estudos de Tradução conseguido através da coleção de ensaios fundadores da discussão sobre as complexidades do conceito e paradigma da tradução cultural.

## Publicações (seleção)
João Ferreira Duarte tem artigos em periódicos académicos nacionais e internacionais, como: The European Journal of English Studies, Norwich Papers: Studies in Literary Translation, Perspectives: Studies in Translatology, ou TTR – Traduction, terminologie, rédaction. Nos anos 70 a 90, esteve bastante ativo enquanto tradutor para Português tanto de livros de ficção como de não-ficção, especialmente ensaios e entrevistas de académicos de renome internacional, como Jacques Derrida.
Livros em Português
- (2006). A Lição do cânone: uma auto-reflexão dos estudos literários. Lisboa: Colibri/CEAUL.
- (1989). O Espelho diabólico: construção do objecto da teoria literária. Lisboa: Caminho.
- (1986). A Quarta casa: onde se fala de Aristóteles, da paródia, do riso e da teoria do romance de Henry Fielding. Lisboa: Apáginastantas.

Livros editados
- (2011). (com Manuela Ribeiro Sanches; Fernando Clara; Leonor Pires Martins) Europe in Black and White.Immigration, Race, and Identity in the ‘Old Continent’. Chicago: The University of Chicago Press.
- (2010). (com Susana Araújo; Marta Pacheco Pinto) Trans/American, Trans/Oceanic, Trans/lation: Issues in International American Studies. Newcastle: Cambridge Scholars Publishing.
- (2008). A Cultura entre tradução e etnografia, Sara Ramos Pinto (trad), Lisboa: Vega.
- (2006). (com Alexandra Assis Rosa; Teresa Seruya) Translation Studies at the Interface of Disciplines. Amesterdão & Filadélfia: John Benjamins Publishing Company.
- (2001). A Tradução nas encruzilhadas da cultura/Translation as/at the Crossroads of Culture/La Traduction aux carrefours de la culture. Lisboa: Colibri.
- (2001). (com Helena C. Buescu; Manuel Gusmão) Floresta encantada: novos caminhos da literatura comparada. Lisboa: Dom Quixote.
- (2000). (com Helena C. Buescu) ACT 1. Sublime, tradução. Lisboa: Colibri/Centro de estudos Comparatistas.

Periódicos académicos editados
- (2011). (com Isabel Capeloa Gil) Journal of Romance Studies.Fluid Cartographies – New Modernities[ligação inativa] 11(1).
- (1999). (editor convidado) The European Journal of English Studies – Reconceptions of Genre 3(1).

Traduções para Português
- (1994). Mongane Wally Serote, Expresso do terceiro mundo. Lisboa: Caminho.
- (1993). (sel, pref e trad) Leituras: poemas do inglês (poesia contemporânea de expressão inglesa). Lisboa: Relógio d’Água.
- (1987). (trad, int e notas em colaboração com Valdemar Ferreira) Christopher Marlowe, A História trágica da vida e morte do Doutor Fausto. Lisboa: Inquérito.
- (1985). (org, trad e notas em colaboração com Alcinda de Sousa) Poética romântica inglesa. Lisboa: Apáginastantas.
- (1979). (trad, int e notas) William Blake, A União do céu e do inferno. Lisboa: Via Editora (1991, 2.ª ed revista, 2010 3.ª ed., Lisboa: Relógio d’Água).
- (1976). (sel, trad, int e notas) António Gramsci, Sobre democracia operária e outros textos. Lisboa: Ulmeiro.